# Conferencia Episcopal Alemana
La Conferencia Episcopal Alemana (en alemán: Deutsche Bischofskonferenz) es la conferencia episcopal de los obispos de las diócesis católicas latinas en Alemania. Los miembros incluyen obispos diocesanos, coadjutores, obispos auxiliares y administradores diocesanos.

## Historia
La primera reunión de los obispos alemanes tuvo lugar en Würzburg en 1848, y en 1867 se estableció la Conferencia de Obispos de Fulda ("junto a la tumba de San Bonifacio"), que se reorganizó como Conferencia Episcopal Alemana en 1966. El otoño anual la conferencia de los obispos alemanes todavía tiene lugar en Fulda, mientras que la reunión de primavera se lleva a cabo en lugares alternos.
Después de la construcción del Muro de Berlín, los ordinarios de la República Democrática de Alemania Oriental (RDA) fueron inhibidos de participar en la Conferencia Episcopal de Fulda. En 1974, la RDA sugirió formalmente conversaciones con la Santa Sede. Como uno de los resultados, la Conferencia de Obispos de Berlín se estableció para los ordinarios de Alemania Oriental el 26 de julio de 1976. La Diócesis de Berlín, que también comprende Berlín Occidental, estuvo representada a partir de entonces en la Conferencia de Obispos Alemanes y en la Conferencia de Berlín por igual, en la antigua por su vicario general, en este último por el obispo personalmente. La Iglesia Católica no consideró la Conferencia de Berlín como una Conferencia Episcopal nacional, ya que la Santa Sede concibió oficialmente a los ordinarios de Alemania Oriental como parte de la Conferencia Episcopal Alemana como lo confirmó papalmente su estatuto el 26 de septiembre de 1976. La estructura diocesana de Alemania Oriental fue complicado. Desde 1972 tres sedes tenían su sede en Alemania Oriental, las diócesis de Berlín y de Dresden-Meissen y la Administración Apostólica de Görlitz. El resto de Alemania Oriental pertenecía a diócesis asentadas en Alemania Occidental, que nombraban comisarios para las partes de Alemania Oriental de sus diócesis. La Conferencia de Berlín se disolvió en 1990, tras la caída del Muro de Berlín y de paso tras la reunificación de Alemania. 

## Presidencia
El presidente, que debe ser un obispo diocesano, es elegido en votación secreta con dos tercios de los votos por seis años; la reelección es posible. Preside la Asamblea General y el Consejo Permanente y fija la agenda, teniendo en cuenta las solicitudes recibidas; Al comienzo de su reunión, los comités deciden nuevamente sobre la agenda. "Representa a la Conferencia Episcopal en el exterior"; al hacerlo, está obligado por sus resoluciones.

"En la sociedad mediática, al presidente no sólo se le pregunta por los acuerdos que se han aprobado, sino que también tiene que pronunciarse sobre muchos acontecimientos y problemas de la vida cultural, política y social, para los que muchas veces no hay especificaciones directas a través de resoluciones de la conferencia episcopal. Esto fortalece la responsabilidad y la posición del presidente, especialmente en la sociedad, pero también tiene repercusiones en su posición en la iglesia y en la conferencia episcopal. En este sentido, el cargo de presidente, contrariamente a todas las apariencias, está estructurado de forma relativamente abierta y dotado de una dotación más bien modesta, puede desempeñarse de muy diversas maneras y quizás pueda tener un efecto más fuerte que el indicado en el estatuto".

“El área de responsabilidad del presidente incluye no solo dirigir los comités y representarlos externamente, sino también conectar las diócesis entre sí, primero en su propio país, pero finalmente también en términos de relaciones con el centro de la iglesia universal. en Roma, con las iglesias vecinas y en toda la iglesia mundial en ella.”

El jefe del Comisariado de Obispos Alemanes, la oficina de enlace con el gobierno federal, es el Prelado Karl Jüsten.
El 3 de marzo del 2020, la conferencia episcopal eligió al obispo Georg Bätzing de Limburgo del Lahn como nuevo presidente.  Su predecesor, el cardenal Reinhard Marx, había declarado en febrero de ese mismo año que no volvería a postularse para este cargo.

## Secretariado
El secretariado del DBK con sede en Bonn apoya al presidente ya los miembros de la conferencia episcopal en sus tareas, coordina el trabajo de las comisiones episcopales y es responsable del trabajo de relaciones públicas de la DBK. Está presidida por el Secretario General. El título era "Secretario" hasta 2021 y se cambió en consecuencia con la elección de la teóloga Beate Gilles como Secretaria General a partir de julio del 2021 por la asamblea plenaria de primavera del DBK el 23 de febrero de ese mismo año. Su antecesor como secretario del DBK de 1996 a 2021 fue Hans Langendörfer SJ.

## Casos de abuso sexual
El 25 de septiembre del 2018,  la Conferencia Episcopal Nacional lanzó la presentación de un estudio por encargo propio del que resultaron al menos 3.700 casos de abuso sexual en Alemania desde 1946 hasta 2014. Más de la mitad fueron abusos infantiles.
En el 2010, el New York Times publicó las denuncias de abusos sexuales cometidos por un sacerdote de la diócesis de Múnich en los años 80. Le precedieron las de Lawrence Murphy en Wisconsin, ocurridas en una escuela para niños sordos entre 1950 y 1974.